# Lingwu
Lingwu (chinois : 灵武市 ; pinyin : Língwǔ shì) est une ville-district de la ville-préfecture de Yinchuan dans la région autonome du Ningxia en Chine.
Son centre urbain est le sous-district de Chengqu.

## Démographie
La population du district était de 256 510 habitants en 1999.